# Chang'an
| \| Chang'an \| Localisation de Chang'an |
| Chang'an                                |

Chang'an (chinois simplifié : 长安 ; chinois traditionnel : 長安), aujourd'hui Xi'an dans la province du Shaanxi, fut la capitale de plus de dix dynasties durant toute l'histoire de la Chine. Son nom signifie « paix perpétuelle » en chinois classique, car cette capitale fut utilisée à plusieurs reprises par des nouveaux dirigeants chinois venant de fonder une dynastie. Pendant la courte dynastie Xin, la ville a été rebaptisée « Paix constante » (chinois : 常安 ; pinyin : Cháng'ān) ; mais elle a repris son ancien nom par la suite. À l'époque de la dynastie Ming, une nouvelle ville fortifiée nommée Xi'an, qui signifie « Paix occidentale », est construite sur le site de la ville de l'époque des dynasties Sui et Tang. Elle a conservé son nom jusqu'à aujourd'hui.
Le site de Chang'an est peuplé depuis le Néolithique, période durant laquelle la culture de Yangshao s'est établie à Banpo, un site qui se trouve actuellement dans la banlieue est de Xian. Au nord de la cité, se trouvait autrefois le palais de l'empereur Qin Shi Huang de la dynastie Qin. Si son palais a disparu, son immense mausolée, gardé par la célèbre armée de terre cuite, est toujours là.
Depuis sa capitale de Xianyang, située au nord de l'actuel site de la ville, la dynastie Qin a régné sur une zone plus vaste que celle contrôlée par les dynasties précédentes. Sous la dynastie Han et pendant la période des Trois Royaumes, la ville impériale de Chang'an était située au nord-ouest de l'actuelle Xi'an. Détruite lors de la chute de la dynastie Jin de l'Ouest, Chang'an est reconstruite sur un autre site. Sous la dynastie Tang, elle est localisée sur un emplacement correspondant à la zone située à l'intérieur des fortifications de la future Xi'an des Ming, plus quelques petites zones à l'est et à l'ouest, et une grande partie des banlieues sud. La Chang'an des Tang était donc huit fois plus grande que la Xi'an des Ming, qui a été reconstruite sur les restes de l'ancien quartier impérial de la ville sous les dynasties Sui et Tang. À son apogée, Chang'an était l'une des villes les plus grandes et les plus peuplées du monde. Vers 750 après J.-C., Chang'an est surnommée « ville d'un million d'habitants » dans les archives chinoises, alors que les estimations modernes la situent entre 800 000 et 1 000 000 d'habitants à l'intérieur des murs de la ville. Cependant, Charles Benn, Patricia Ebrey, Anne Walthall et James Palais  affirment que Jingzhao Fu (京兆府), soit la zone métropolitaine comprenant Chang'an et les petites villes des environs, abritaient une population d'environ 2 000 000 de personnes. Enfin, selon le recensement de 742 enregistré dans le Nouveau Livre des Tang, 362 921 familles comptant 1 960 188 personnes ont été recensées à Jingzhao Fu.

## Importance stratégique et économique de l'ancienne Chang'an
L'importance stratégique et économique de Chang'an était principalement due à sa position centrale, car les routes menant au Gansu, Sichuan, Henan, Hubei et au Shanxi y convergeaient toutes. Paradoxalement, les montagnes entourant le bassin de la rivière Wei font qu'il n'existait que deux routes praticables au sud, et deux autres à l'ouest. Ces dernières, en plus de permettre de traverser la province montagneuse du Gansu, formaient le début des anciennes Routes de la Soie. Les itinéraires chinois donnaient les distances suivantes :
- Chang'an à Chengdu (Sichuan), 2318 li de la période Tang (1 233 km)
- Chang'an à Lanzhou (Gansu), 1180 li de la période Tang (628 km)
- Chang'an à Hami (Xinjiang), 4518 li de la période Tang (2 403 km)
- Chang'an à Yining (Xinjiang), 8087 li de la période Tang (4 302 km)
- Chang'an à Yarkand (Xinjiang), 9329 li de la période Tang (4 962 km)
- Chang'an à Pékin, 1645 li de la période Tang (875 km)[5]

## Dynastie Han

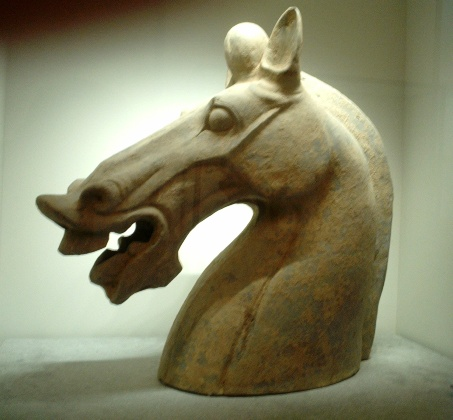
Tête de cheval en terre cuite datant de la dynastie Han.

Le site de l'ancienne capitale des Han est situé à 3 km au nord-ouest de l'actuelle ville de Xi'an. En tant que capitale des Han occidentaux, Chang'an était le centre politique, économique et culturel de la Chine. C'était également le terminus oriental de la route de la soie, et une métropole cosmopolite. C'était une ville de consommation, une ville dont l'existence n'était pas principalement basée sur la production et le commerce, mais qui avait réussi à rassembler une population aussi importante en raison de son rôle de centre politique et militaire de la Chine. En l'an 2 de notre ère, la population était de 246 200 habitants répartis dans 80 000 foyers. Cette population se composait principalement de la classe aristocratique des érudits dont l'éducation était parrainée par leurs riches familles. En plus de ces fonctionnaires, on y trouvait un grand nombre de serviteurs pour répondre à leurs besoins et désirs.
Au départ, l'empereur Liu Bang, le fondateur de la dynastie Han, avait décidé de construire sa capitale au "centre du soleil" (comprendre "de la Chine"), qui selon la géographie chinoise se trouvait sur le site correspondant actuellement à la ville de Luoyang. À l'époque, c'est là où s’élevait la ville sainte de Chengzhou, qui a accueilli les derniers rois Zhou. La signification magique de ce lieu était censée assurer la pérennité d'une dynastie devant durer aussi longtemps que celle des Zhou, que les Han cherchaient à imiter. Cependant, Bang finit par changer d'avis, préférant prendre en compte la valeur militaire et stratégique d'une capitale située dans la vallée de Wei, bien plus simple à défendre contre les menaces extérieures que Chengzhou, ville située au milieu d'une plaine ouverte. À cette fin, il est enregistré qu'aux alentours de 200 av. J.-C., il a déplacé de force des milliers de clans de l'aristocratie militaire dans cette région. L'objectif était double. Premièrement, cela permettait de garder tous les rivaux potentiels près du nouvel empereur, et deuxièmement, cela lui permettait de rediriger leur énergie vers la défense de la capitale contre les attaques des nomades Xiongnu voisins. Son conseiller Liu Jing a décrit ce plan de la manière suivante "affaiblir la racine tout en renforçant la branche".
Après la mise en place de la structure politique nécessaire, la région de la capitale a été divisée en trois préfectures et la construction a commencé. À sa fondation en 195 avant J.-C., la population de Changan était de 146 000 habitants. Sous le règne de l'empereur Han Wudi, le diplomate Zhang Qian fut envoyé vers l'ouest, en Asie centrale, depuis la capitale. Dès lors, la ville de Chang'an est devenue la porte de l'Asie vers l'Europe, en tant que point de départ de la célèbre route de la soie. Le 4 octobre 23 après J.-C., Chang'an est prise et mis à sac lors d'une rébellion paysanne. L'empereur Wang Mang, le fondateur et unique souverain de la dynastie Xin, fut tué et décapité par les rebelles deux jours plus tard. Après la chute de la dynastie Xin, la dynastie Han est refondée par Han Guang Wudi, événement qui marque le début de la période des Han Orientaux. Un des premiers actes du nouvel empereur est de faire de Luoyang sa nouvelle capitale. Chang'an a donc été parfois désignée comme étant la capitale occidentale ou Xijing (西京) dans certains textes de la dynastie Han. En 190 après J.-C., à la fin de la période des Han Occidentaux, le premier ministre Dong Zhuo décide de réinstaller de force la Cour à Chang'an, car il s'agissait d'un site bien plus simple à défendre contre la révolte des seigneurs de guerre qui s'étaient ligués contre lui. Après la mort de Dong, survenue en 192, la capitale fut de nouveau déplacée à Luoyang en août 196, puis à Xuchang en automne 196. À cette époque, Chang'an était déjà considéré comme le site symbolique du pouvoir et de la gouvernance suprêmes.

### Les murailles de la ville

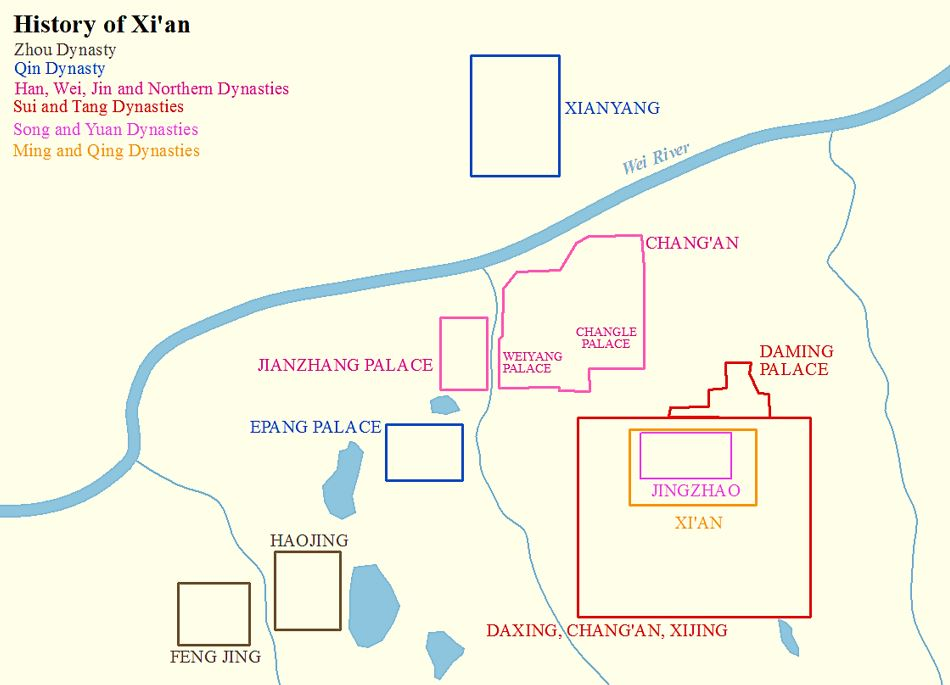
Carte montrant l'évolution des remparts et des localisations de la ville de Xianyang/Chang'an/Xi'an, de la dynastie Zhou à la dynastie Qing.

Les murailles de la ville, longues de 25,7 km et hautes de 8 m, ont d'abord été construites avec une largeur de 3,5 m à la base, rétrécissant au fur et à mesure que l'on prend de la hauteur pour atteindre une largeur de 2 m au sommet. Au-delà de ce mur, une douve de 6,13 m de large et de 4,62 m de profondeur était enjambée par des ponts en pierre de 13,86 m de long. Par la suite, les murailles ont été élargies à 12-16 m à la base pour 12 m au sommet. Le fossé a été élargi à 8 m de large et 3 m de profondeur. Cet élargissement conjoint des murailles et des douves était probablement une solution pour faire face aux inondations provoquées par la rivière Wei. En effet, l'intégralité de la ville était située en dessous de l'isoplèthe de 400 m que la dynastie Tang utilisait pour marquer le bord de la plaine d'inondation.
Les murailles étaient percées de douze portes, ayant chacune trois portails, suivant en cela les formules rituelles de l'urbanisme de la dynastie Zhou. Ces portes étaient réparties à raison de trois par côté et, à partir d'elles, huit avenues principales de 45 m de large se prolongeaient dans la ville. Ces avenues étaient également divisées en trois voies, chacune d'entre elles étant alignée sur un des trois portails de chaque porte. Les ruelles étaient séparées par des bandes médianes plantées de pins, d'ormes et d'arbres à miel. L'avenue Bachengmen était une exception, avec sa largeur de 82 m sans terre-plein. Quatre des portes s'ouvraient directement sur les palais.

### Le plan de la ville
La forme générale de la ville était un rectangle irrégulier. En effet, si, suivant les règles de l'urbanisme chinois traditionnel, le carré représente la forme parfaite pour une ville, le plan de Chang'an avait été "tordu" en forme de Grande Ourse pour des raisons astrologiques, et aussi pour suivre le cours de la rivière Wei. Les huit avenues mentionnées au paragraphe précédent divisaient la ville en neuf quartiers. Ces neuf quartiers principaux étaient eux-mêmes subdivisés en 160 quartiers fortifiés en forme de carrés de 1×1 li. Environ 50 à 100 familles vivaient dans chaque quartier. Historiquement, Chang'an s'est développée en quatre phases : la première de 200 à 195 avant J.-C., lorsque les palais ont été construits ; la deuxième de 195 à 180 avant J.-C., lorsque les murs extérieurs de la ville ont été construits ; la troisième de 141 à 87 avant J.-C., avec un pic à 100 avant J.-C. ; et la quatrième de 1 avant J.-C. à 24 après J.-C., lorsqu'elle a été détruite au moment de la chute de la dynastie Xin.
La porte de Xuanpingmen était la porte principale séparant la ville de sa banlieue. Le quartier situé au nord du palais Weiyang était le plus exclusif. Le marché principal, appelé les Neuf Marchés, était le terminus économique oriental de la Route de la Soie. L'accès au marché se faisait par les portes nord-est et nord-ouest, qui étaient les plus utilisées par les non-nobles. Les premières étaient reliées à la banlieue nord par un pont enjambant la rivière Wei et les secondes au reste de la Chine à l'est, via les routes quittant la capitale. Enfin, un réseau complexe de passages souterrains reliait le harem impérial à d'autres palais et à la ville. Ces passages étaient contrôlés par des portes souterraines dont l'existence était inconnue.

#### Première phase
En 200 avant J.-C., après avoir marqué les limites des trois préfectures, qui comprenaient la région métropolitaine de Xianyang, Liu Bang a confié à Xiao He la mission de concevoir et construire la nouvelle capitale. Il a choisi de situer la ville sur les ruines du "Temple du Sommet" de la dynastie Qin (anciennement, le palais Xin). Cet ancien palais Qin était censé être le miroir terrestre de Polaris, l'étoile polaire, où résidait l'empereur céleste. Ce site, représentait donc le centre de la Terre situé sous le centre du ciel avec un axis mundi s'élevant du trône impérial vers son homologue céleste. Lors des travaux de construction, les ruines ont été considérablement agrandies pour atteindre une taille de 7×7 li et le site a été rebaptisé Palais Changle (长乐宫; 長樂宮; Chánglè Gōng). Deux ans plus tard, un nouveau palais, appelé Palais Weiyang (未央宮; Wèiyāng Gōng) fut construit plus a l'ouest, sur un terrain d'une superficie de 5×7 li. Le Premier ministre Xiao He a convaincu Liu Bang que la taille excessive et la multiplicité des palais étaient nécessaires pour renforcer son pouvoir en mettant en scène le pouvoir.

#### Seconde phase
En 195 av. J.-C., son fils, l'empereur Han Huidi, commença la construction des murs de Chang'an. Le chantier fut achevé en septembre 191 av. J.-C. La grille située au nord des palais fut construite à cette époque, avec une différence d'alignement de 2° par rapport à la grille des palais. La ville est restée assez statique après cette expansion.

#### Troisième phase
Wu-ti entama une troisième phase de construction qui culmina en 100 avant J.-C. avec la construction de plusieurs nouveaux palais. Il a également fait bâtir un complexe de neuf temples situé au sud de la ville et un parc. En 120 av. J.-C., le parc de Shanglin, qui avait été utilisé pour l'agriculture depuis que Liu Bang l'avait fermé, fut à nouveau transformé en parc impérial. Au centre du parc se trouvait un lac avec une reconstitution des trois îles légendaires de Yingzhou (瀛洲), Penglai (蓬莱), et Fangzhang (方丈), où les Huit immortels auraient vécu.

### Palais
- Palais Changle (长乐宫; 長樂宮; Chánglè Gōng) Aussi appelé le "Palais de l'Est". Il a été construit au sommet des ruines du Temple du Sommet de la dynastie Qin (Xin Gōng). Après la mort de Liu Bang, il a été utilisé comme résidence de l'impératrice régente. C'était un complexe palatial de 6 km2 entouré d'un mur long de 10 km. D'importantes salles du palais y étaient incluses : Pavillon Linhua, Pavillon Changxin, Pavillon Changqiu, Pavillon Yongshou, Pavillon Shenxian, Pavillon Yongchang, et la salle de la cloche.
- Palais Weiyang (未央宮; Wèiyāng Gōng) Aussi connu sous le nom de "Palais de l'Ouest". Il devient le centre officiel du gouvernement à partir du règne de l'empereur Han Huidi. Le palais était un rectangle fortifié de 2250×2 150 m entourant un complexe palatial de 5 km2 comprenant 40 salles. Il y avait quatre portes dans les murailles, chacune d'entre elles faisant face à un des quatre points cardinaux. La porte Est n'était utilisée que par la noblesse et la porte Nord que par les roturiers. Le palais était situé le long de la partie la plus élevée de la ligne de crête sur laquelle Chang'an avait été construite. En fait, le hall d'entrée situé au centre du palais a été construit au sommet exact du point le plus élevé de la crête. La terrasse servant de fondation à ce bâtiment massif fait 350 de long sur 200 de large et 15 de haut. Les autres salles importantes sont les pavillons Xuanshi, Wenshi, Qingliang, Qilin, Jinhua et Chengming. Utilisé par sept dynasties, ce palais est devenu le plus célèbre de l'histoire chinoise.
- Palais Gui (桂宫 Gui gōng）construit en 100 ans avant J.-C. comme une extension du harem
- Palais Nord (北宮 Běi Gōng) Un centre cérémoniel construit en 100 avant J.-C.
- Palais Mingguang （明光宫）Construit comme une maison d'hôtes en 100 avant J.-C.
- Palais Epang (阿房宮; ē-páng gōng)
- Palais Jianzhang (建章宫） Construit en 104 av. J.-C. dans le parc Shanglin. C'était un rectangle de 20×30 li, avec une tour de 46 m de haut. Le nom signifie "palais de l'établissement des règles éternelles".
- Terrasse de Boliang

## Dynastie Jin, période des Seize Royaumes et période des Dynasties du Nord et du Sud
Chang'an a été brièvement la capitale de la dynastie Jin de l'ouest de 312 à 316. Elle a également été la capitale du Zhao antérieur (304-329), du Qin antérieur (351-395) et du Qin postérieur (384-417). En 417, un siècle après la perte de Chang'an par les Jin occidentaux, la ville est reconquise par Liu Yu des Jin orientaux, qui fonde la dynastie Song du Sud en 420. Dès 439, les Song perdent le contrôle de la ville au profit des Wei du Nord. Lorsque ce royaume se scinde en deux, Chang'an devient la capitale des Wei de l'Ouest (535-557), et aussi de l'État qui lui succède, les Zhou du Nord (557-581).

## Dynasties Sui et Tang

Carte de Chang'an sous la dynastie Tang

En 582, l'empereur Wen de la dynastie Sui crée une nouvelle région située au sud-est des ruines de la Chang'an de la dynastie Han, pour construire sa nouvelle capitale, qu'il a baptisée Daxing (大興, "Grande Prospérité"). Daxing a été rebaptisée Chang'an en 618 lorsque le Duc de Tang, Li Yuan, s'y est proclamé Empereur Tang Gaozu après avoir fondé la dynastie Tang. Sous les Tang (618-907), Chang'an fut, avec Constantinople et Bagdad, l'une des plus grandes villes du monde. C'était un centre urbain cosmopolite où l'on trouvait un très grand nombre de non-Chinois venant d'autres pays d'Asie et au-delà. Ce nouveau Chang'an était disposé suivant un axe nord-sud et ses rues formaient un quadrillage, divisant l'enceinte en 108 quartiers. La cité comportait deux grandes places de marché, situées respectivement à l'est et à l'ouest. Chaque jour, les administrateurs des deux places de marché faisaient sonner 300 fois des gongs le matin et le soir pour marquer le début et la fin des activités commerciales. Les personnes qui vivaient dans les quartiers n'étaient pas autorisées à sortir après le couvre-feu. Les fonctionnaires de rang supérieur avaient le privilège de vivre au plus près de l'avenue centrale. L'aménagement de Chang'an a influencé l'urbanisme de plusieurs autres capitales asiatiques pendant de nombreuses années. Les quartiers de Chang'an étaient beaucoup plus grands que les blocs urbains que l'on peut trouver dans les villes modernes, le plus petit quartier ayant une superficie de 68 acres (approx. 27,5 hectares) et le plus grand de 233 acres (approx. 94,3 hectares). La hauteur des murs entourant chaque quartier était d'environ 3 m. Les Japonais ont construit leurs anciennes capitales, Heijō-kyō (l'actuelle Nara) et plus tard Heian-kyō (actuellement Kyoto), sur le modèle de Chang'an mais à une échelle plus modeste. Cependant, à la différence de la ville chinoise, les capitales japonaises n'ont jamais été fortifiées. Le Kyoto moderne conserve encore certaines caractéristiques de la Chang'an des Sui-Tang. De même, la dynastie coréenne des Silla a modelé sa capitale, Gyeongju, sur le modèle de la capitale chinoise. Sanggyeong, l'une des cinq capitales de l'État du Balhae, a également été aménagée sur le modèle de Chang'an.
Une grande partie de Chang'an fut détruite lors des pillages à répétition qui ont accompagné la révolte d'An Lushan et plusieurs événements ultérieurs. Chang'an fut occupée par les forces d'An Lushan et de Shi Siming, en 756 ; puis reprise par le gouvernement Tang et les troupes alliées en 757. En 763, elle fut brièvement occupée par l'Empire tibétain, avant d’être assiégée 2 ans plus tard par une alliance de l'Empire tibétain et du khaganat ouïgour. Après ces événements, plusieurs lois introduisant une ségrégation entre les étrangers et les Chinois Han ont été adoptées. En 779, les autorités Tang ont publié un décret qui obligeait les Ouïgours de Chang'an à porter leur tenue ethnique, les empêchait d'épouser des Chinoises et leur interdisait de se faire passer pour des Chinois. Entre 783 et 784, Chang'an est de nouveau occupée par des rebelles pendant la rébellion de Jingyuan (涇原兵變). En 881, Chang'an est occupé par Huang Chao, le chef de la plus grande révolte paysanne de la fin de la dynastie Tang. Si les troupes loyales aux Tang ont repris la ville en 882, elles se sont livrées au pillage malgré un accueil chaleureux de la part des habitants, avant d'être repoussées par les forces de Chao. Pour se venger, ce dernier a procédé à un massacre systématique des habitants après avoir repris la ville. Chang'an fut finalement reprise par le gouvernement Tang en 883. Cependant, en 904, Zhu Quanzhong ordonna la démolition des bâtiments de la ville et le transfert des matériaux de construction à Luoyang, qui devient la nouvelle capitale. Les habitants, ainsi que l'empereur Tang Zhaozong, ont également été contraints de déménager à Luoyang. Chang'an ne s'est jamais remise des destructions qui ont suivi son apogée de la dynastie Tang, mais il existe encore dans l'actuelle ville de Xi'an et aux alentours quelques monuments de cette période qui ont survécu à ces destructions.
Après que Zhu Quanzhong eut déplacé la capitale à Luoyang, la région de Youguojun (佑國軍) est créée à Chang'an. Lorsque Han Jian, le premier Jiedushi (佑國軍節度使) de la nouvelle région, prit son poste, il fit reconstruire Chang'an sur la base de l'ancienne ville impériale. Cependant, une grande partie de l’ancienne capitale des Tang a été abandonnée et la Chang'an reconstruite, appelé "Xincheng (lit. ville nouvelle)" par les contemporains, représentait moins de 1/16e de la superficie de l'ancienne.

### Le plan de la ville

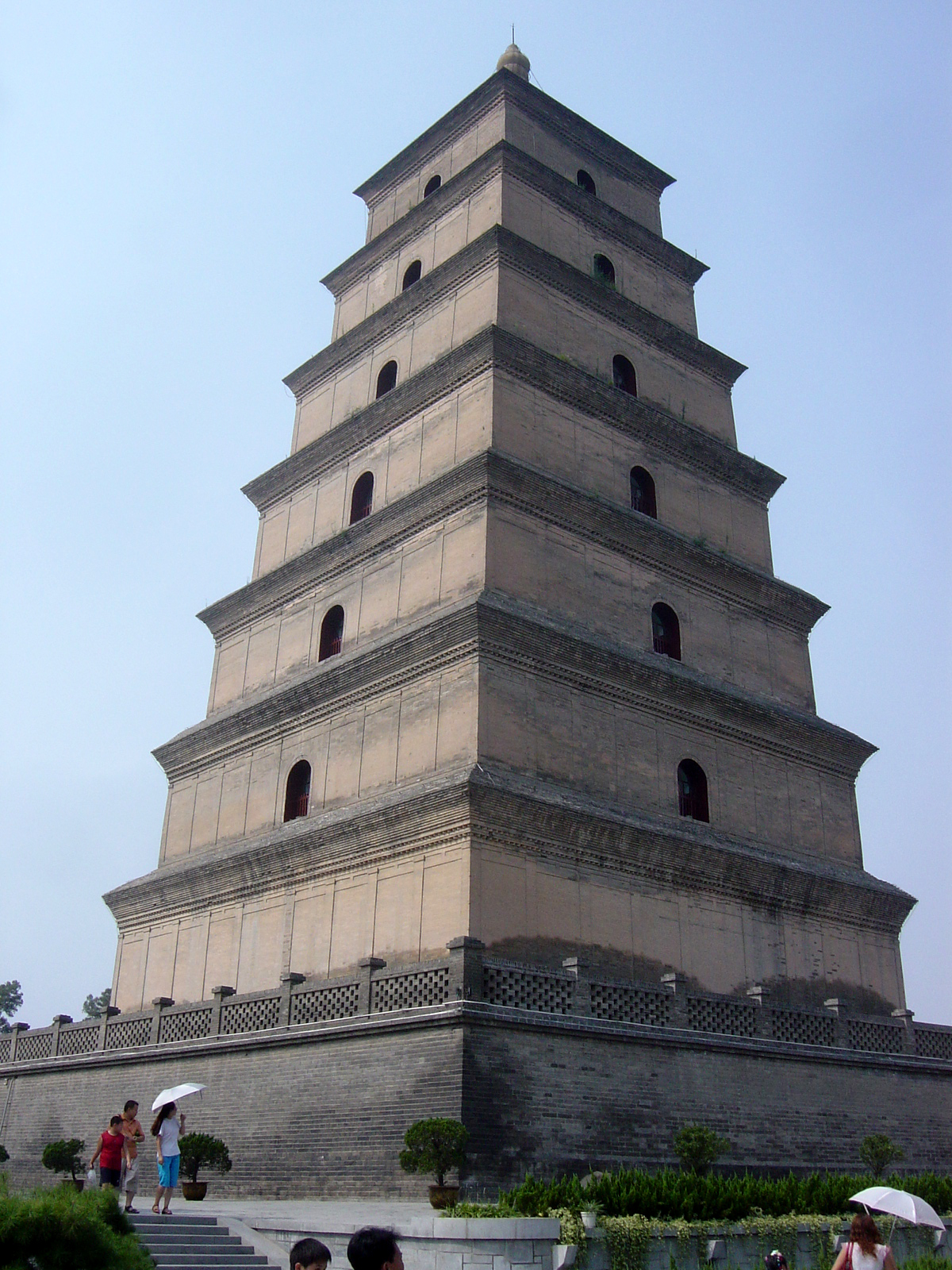
La grande pagode de l'Oie sauvage, construite en 652 après J.-C., située dans ce qui était à l'époque le secteur sud-est de Chang'an.

Sous les Tang, les principaux murs extérieurs de Chang'an s'élevaient à 18 pi (5,486 4 m) de haut et mesuraient 8 km de large sur 9.6 de long. La ville avait donc une forme rectangulaire, avec une surface intérieure d’environ 77 km carrés. On y trouvait au nord des zones faisant saillie depuis le mur principal, à savoir le Parc Ouest, le Parc Est et le palais Daming, tandis que l’extrémité sud-est du mur principal était construite autour du Parc de la rivière Serpentine, qui faisait également saillie. Le parc Ouest était entouré d'un mur et relié au palais Ouest, situé derrière le mur extérieur principal, par trois portes situées au nord. L'enceinte du palais Daming était reliée au reste de la ville par trois portes situées au nord-est, tandis que le parc Est était entouré d'un mur et relié à la ville par une porte située au nord-est. Enfin, le parc de la rivière Serpentine, situé au sud-est, était simplement entouré d'un mur extérieur principal et ouvert, sans aucune porte pouvant fermer l'accès, face aux pâtés de maisons les plus au sud-est de la ville. Il y avait un parc interdit situé au nord-ouest, à l'extérieur de la ville, où se trouvaient une cerisaie, un jardin de poiriers, un vignoble et des terrains pour la pratique de sports populaires comme le polo à cheval et le cuju (ancien football chinois). Trois portes situées sur la partie nord-ouest du mur extérieur principal permettaient d'accéder à ce parc interdit. En dehors de ces portes permettant de se rendre dans des zones plus ou moins réservées à l'empereur et aux nobles, les murailles de Chang'an étaient percées de trois portes situées le long de la partie ouest du mur extérieur principal, trois autres le long de la partie sud du mur extérieur principal et trois portes situées le long de la partie est du mur extérieur principal.
Bien que la ville ait de nombreuses rues et routes différentes passant entre les quartiers, les pâtés de maisons et les bâtiments, il y avait des routes principales distinctes, toutes alignées avec les neuf portes des murs ouest, sud et est de la ville. Il s'agissait d'avenues beaucoup plus larges que les autres. Six de ces routes principales divisaient la ville en neuf secteurs quadrillés distincts. La plus étroite de ces rues avait une largeur de 82 pi (approx 25 m), celles qui se terminaient aux portes des murs extérieurs ayant une largeur de 328 pi (approx 100 m), et la plus grande de toutes, la voie impériale qui s'étendait de la porte centrale sud jusqu'à la ville administrative et au palais ouest au nord, avait une largeur de 492 pi (approx 150 m). La grande largeur des rues et des routes permettait de mettre en place des coupe-feu efficaces dans la ville de Chang'an. Par exemple, en 843, un grand incendie a détruit 4 000 maisons, entrepôts et autres bâtiments du marché Est, alors que le reste de la ville restait à l’abri de l'incendie, qui a été en grande partie contenu dans le centre-est de Chang'an. Les citoyens de Chang'an ont également été satisfaits par l'action du gouvernement lorsque la cour impériale a ordonné la plantation d'arbres fruitiers le long de toutes les avenues de la ville en 740.

### Lacs, étangs, ruisseaux et canaux

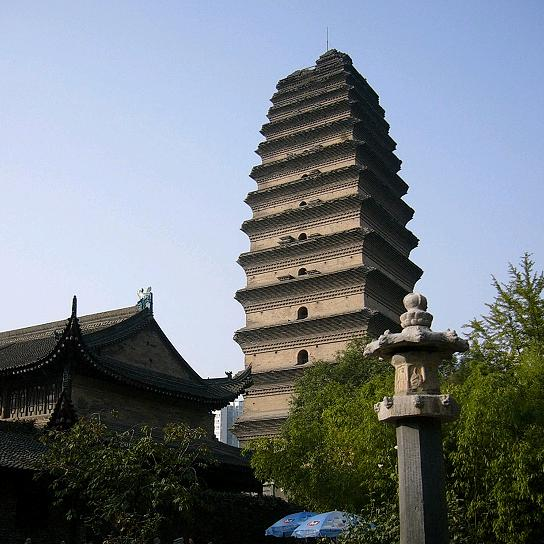
La petite pagode de l'Oie sauvage, construite en 709 après J.-C., endommagée par un tremblement de terre en 1556 mais toujours debout, dans ce qui était à l'époque le secteur central de Chang'an.

Un ruisseau coulait dans le parc de l'Ouest et deux autres dans l'enceinte du palais de l'Ouest. L'un des ruisseaux du palais reliant trois étangs et l'autre deux étangs. Concernant les étangs, le petit Parc de l'Est en abritait un ayant la même taille que ceux du palais de l'Ouest. Le palais Daming et le palais Xingqing, ce dernier étant situé le long du mur est de la ville, avaient tous les deux des petits lacs dans leurs enceintes respectives. C'est d’ailleurs en revenant à terre après avoir navigué sur le lac du palais Xingging que l'empereur Tang Gaozu est mis au courant de l'existence et du déroulement du coup de la porte Xuanwu, par lequel son fils Li Shimin, prend de facto le pouvoir, après avoir éliminé ses deux autres frères. On trouvait également un grand lac dans le Parc de la rivière Serpentin, qui, à lui seul, était plus grand que les deux lacs des palais réunis. Il y avait une rivière à son extrémité sud, qui coulait sous les murs principaux et sortait de la ville.
Cinq canaux destinés au transport et à l'assainissement traversaient la ville, qui disposait de plusieurs sources d'eau. Ces canaux alimentaient en eau les parcs de la ville, les jardins des riches et les jardins des palais impériaux. Les sources d'eau provenaient d'un ruisseau traversant le Parc Interdit et passant sous le mur d'enceinte nord de la ville, de deux ruisseaux situés à l’extérieur à la ville au sud et d'un ruisseau qui se jetait dans l'étang du Parc Est; étang qui alimentait à son tour un canal coulant jusqu'au centre de la ville. Ces canaux alimentaient à leur tour les étangs du palais de l'Ouest; tandis que le lac du palais Xingqing était relié à deux canaux traversant la ville. Les canaux étaient également utilisés pour transporter des marchandises essentielles dans la ville, comme le charbon de bois et le bois de chauffage en hiver.

### Lieux et événements de Chang'an durant la dynastie Tang

#### Sud-ouest de la ville[17],[18],[22]
- 15 salles closes par des murailles et des portes
- 9 monastères bouddhistes
- 2 abbayes taoïstes
- 14 sanctuaires familiaux
- 1 auberge
- 1 cimetière
- Un manoir dont le propriétaire a soigneusement exhumé et ré-enterré la dépouille d'un général militaire mort depuis longtemps parce que la tombe était trop proche des toilettes extérieures de la maison.
- Une grande pagode chinoise en bois qui était autrefois intégrée à un monastère de ce secteur de la ville. Ce monastère contenait des supposées "dents de Bouddha", reliques apportées par un moine pèlerin venu d'Inde. Après avoir été construite en 611 sur ordre de l'empereur Sui Yangdi, la tour s'élevait à une hauteur de 330 pi (100,584 m), soit près de 50 mètres de plus que la grande pagode de l'Oie sauvage lors de sa construction sous le règne de l'empereur Tang Gaozong. Malheureusement, elle n'existe plus[23].

#### Sud-centre de la ville[17],[18],[22]
- 20 salles closes par des murailles et des portes
- 3 monastères bouddhistes
- 7 abbayes taoïstes
- 11 sanctuaires familiaux
- 1 auberge
- En 815, le Chancelier Wu a été assassiné dans ce secteur de la ville alors qu'il traversait la porte orientale du quartier le plus au nord-est due centre-sud de Chang'an. L'événement a eu lieu juste avant l'aube.
- En 849, un prince impérial fut destitué de sa position par des fonctionnaires de la cour pour avoir érigé un bâtiment qui obstruait une rue du quartier le plus au nord-ouest du Sud-centre.
- Le jardin du général rebelle An Lushan
- Un jardin avec un pavillon où les étudiants ayant réussi les examens mandarinaux pouvaient organiser des "fêtes des pivoines".
- Une salle fortifiée avec une zone vide. Au VIIe siècle, c'était là où l'on pouvait vendre des esclaves, des chevaux, du bétail et des ânes, mais la salle a finalement été transformée en un terrain d'entraînement militaire pour les arbalétriers.
- Un jardin spécial qui fournissait de la nourriture à la maison du prince héritier impérial.
- Un jardin gouvernemental qui fournissait du miel de poirier, entre autres choses.

#### Sud-est de la ville[17],[18],[22]
- 13 salles closes par des murailles et des portes
- 9 monastères bouddhistes
- 3 abbayes taoïstes
- 5 sanctuaires familiaux
- 2 auberges
- 1 cimetière
- Le parc de la rivière Serpentine, qui abritait l'un des monastères bouddhistes et l'un des sanctuaires familiaux du secteur sud-est de la ville.
- Un jardin médicinal réservé à l'héritier présomptif du trône était situé dans un quartier nord fortifié de ce secteur sud-est de la ville. Une pâtisserie se trouvait près de la porte nord de ce même quartier, ainsi que le site d'un ancien sanctuaire où les citoyens venaient tous les trois jours de la troisième lune et le neuvième jour du neuvième mois.
- La moitié d'un quartier situé au nord de ce secteur sud-est de la ville était en réalité un cimetière.
- Une maison prétendument hantée
- Un grand monastère avec dix cours et 1897 salles. Ce monastère abritait la Grande Pagode des Oies sauvages (construite en 652), qui se dresse encore aujourd'hui à une hauteur de 64 m. Les étudiants ayant réussi les examens mandarinaux venaient dans ce monastère pour y inscrire leur nom. Ce même quartier de la ville possédait également un grand bain public, une place destinée au divertissement, un autre monastère qui avait son propre étang, et un manoir qui avait son propre bain.
- Un quartier avec un autre pavillon de jardin pour les étudiants diplômés qui organisaient leurs "fêtes des pivoines".
- Une auberge qui était rattachée au bureau de poste des relais rapide.
- Une abricotière où les étudiants diplômés pouvaient célébrer leur succès avec des festins.

#### Ouest de la ville[17],[24],[25],[26]

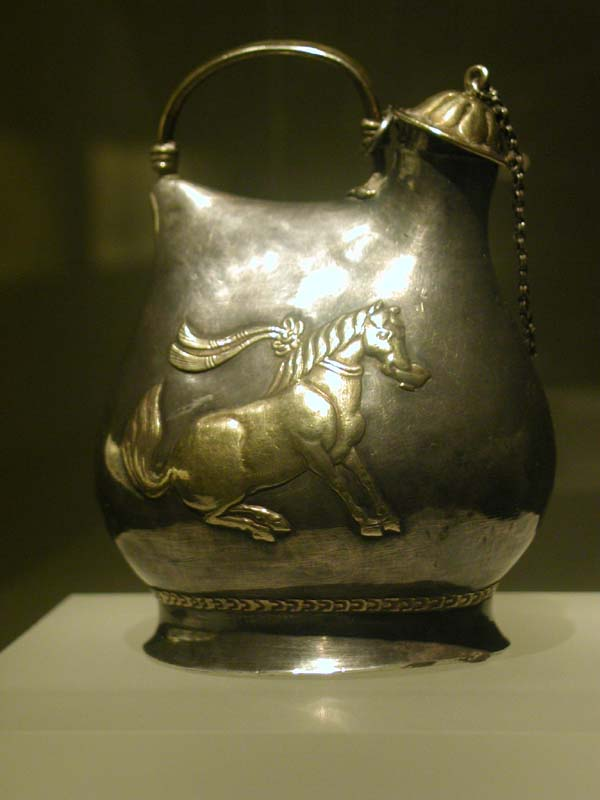
Jarre en argent dorée, avec des motifs de chevaux dansant, trouvée lors des fouilles réalisées en 1970 à Xi'an.

- 11 salles closes par des murailles et des portes (y compris la grande salle du marché)
- 22 monastères bouddhistes
- 2 abbayes taoïstes
- 2 sanctuaires familiaux
- 3 grands bassins d'eau
- Le marché de l'Ouest (西市). Sa superficie était équivalent à celle de deux quartiers de la ville et il était divisée en 9 blocs différents. Il abritait un bazar persan qui répondait aux goûts et aux styles populaires à l'époque dans l'Iran médiéval. On y trouvait de nombreux cavistes, tavernes et vendeurs de boissons (le thé étant le plus populaire), de gruau, de pâtisseries et de céréales cuites. Une société de dépôt de garantie y était également installée, ainsi que des bureaux gouvernementaux installés dans le bloc central qui surveillaient les activités commerciales.
- Les bureaux du Xian de Chang'an, soit la moitié ouest de la ville.
- Le manoir d'un prince turc.
- Le bureau principal du maire de la ville de Chang'an.
- Un bureau pour la gestion des maisons des princes.
- En 613, une famille vivant dans ce secteur de la ville a jeté son or dans le puits de son manoir parce qu'elle craignait que le gouvernement de la ville ne le confisque.
- Une entreprise qui louait des corbillards et d'autres équipements pour les funérailles, ainsi que des exorcistes.
- En 813, une truie d'une des porcheries de ce secteur de la ville a donné naissance à un porcelet déformé qui avait une tête, trois oreilles, deux corps reliés et huit pattes différentes[27].
- Tous les jours, l'ouverture du marché Ouest (et du marché Est), qui avait lieu à midi, était annoncé par les 300 coups de tambour. Au moment de la fermeture du marché, qui avait lieu une heure trois quarts avant le crépuscule, le couvre-feu était signalé par 300 coups de gong[28]. Après la fermeture des marchés officiels pour la nuit, les petits marchés nocturnes des zones résidentielles se développaient alors, recevant une clientèle abondante, malgré les efforts du gouvernement en l'an 841 pour les fermer[28].

#### Centre de la ville[17],[25],[26]
- 16 salles closes par des murailles et des portes
- 17 monastères bouddhistes
- 6 abbayes taoïstes
- 1 Temple officiel
- 3 sanctuaires familiaux
- 3 bureaux du Bureau des Transmissions Provinciales
- 3 auberges
- 2 cimetières
- Une cour pour les musiciens impériaux
- Le manoir d'un ministre qui possédait un "pavillon de pluie automatique". Il s'agit d'un système de climatisation inventé sous la dynastie Han utilisant le système de ventilateur rotatif du technicien Ding Huan (180 après J.-C.)[29].
- Un jour, un savant a été blessé à la tête par un ballon de cuju et, par pitié pour sa situation, l'empereur lui a offert un cadeau personnel de vingt-cinq pintes de bière.
- En 720, les murs d'une salle située dans ce secteur de la ville se sont partiellement effondrés pendant une forte tempête.
- Un manoir appartenant à la princesse Taiping (morte en 713).
- À une époque indéterminée, une magicienne naine donnait un spectacle dans ce secteur de la ville, durant lequel elle donnait l'illusion de se transformer en une tige de bambou et un crâne.
- Les principales écoles de la capitale, qui étaient l'Académie des Fils de l’État, l'Académie du Grand Apprentissage et l'Académie des Quatre Portes.
- Un assortiment d'autres écoles où l'on enseignait le droit, les mathématiques et la calligraphie.
- Un quartier qui comptait le plus grand nombre de lieux de divertissement de la ville.
- Un manoir qui, au IXe siècle, a été évalué à 3 millions de pièces de cuivre de l'ère Tang
- Un autre manoir qui avait un pavillon aux murs plâtrés et recouverts d'une variété d'herbe aromatique originaire d'Asie centrale
- La petite pagode de l'Oie sauvage, qui existe encore aujourd'hui.
- Une boutique qui vendait des pâtisseries fantaisie
- Le Pavillon de la Dent de Bouddha, situé dans un monastère où les étudiants ayant réussi les examens mandarinaux pouvaient organiser des "fêtes des cerisiers" en l'honneur de leur réussite scolaire.
- Un hôtel des monnaies géré par le gouvernement, où l'on fabriquait des pièces en cuivre
- Un petit terrain pour jouer au polo à cheval

#### Centre-Est de la ville[17],[18],[25],[26]
- 11 salles closes par des murailles et des portes
- 11 monastères bouddhistes
- 7 abbayes taoïstes
- 1 sanctuaire familial
- 1 lieu de culte étranger (église, synagogue, mosquée ou autre.)
- 4 bureaux du Bureau des Transmissions Provinciales
- 3 auberges
- 1 cimetière
- 1 grand bassin d'eau
- Le marché de l'Est (東市), tout comme le marché de l'Ouest, ce marché clos et protégé par des barrières était divisé en 9 blocs, dont le bloc central réservé aux bureaux du gouvernement qui réglementaient le commerce et surveillaient les transactions de biens et de services. On y trouvait une rue appelée "l'allée des Ferronniers", de nombreuses pâtisseries, des tavernes et un vendeur d'instruments de musique étrangers.
- Le hameau du Nord (les quartiers gays) ; la communauté homosexuelle de Chang'an était concentrée ici, dans un quartier situé à l'extrême nord-ouest du secteur de la ville. En Chine, l'homosexualité était souvent appelée "les plaisirs de la pêche piquée", "la manche coupée" ou "la coutume du sud". En plus de la communauté gay de Chang'an, le hameau du Nord était également très densément peuplé, avec de nombreuses courtisanes de la ville qui se divertissaient, ainsi que ses célèbres maisons closes pour la prostitution[30]. En dehors des prostituées, les courtisanes chinoises ressemblaient plus ou moins aux geishas japonaises et, contrairement aux serveuses des bars et des tavernes, elles avaient d'excellentes manières à table, une façon de parler et un comportement poli et étaient réservées au divertissement de l'élite de la société[31].
- Les bureaux du Xian de Wannian, soit la moitié est de la ville.
- Le bureau principal des archives de la ville
- Le bureau gouvernemental de la Direction de l'astronomie
- En 775, un Turc ouïghour a poignardé un homme à mort en plein jour sur le marché de l'Est avant d'être arrêté peu après sur ledit marché. Cependant, son chef ouïghour, Chixin (赤心) ou Cœur rouge, a fait irruption dans la prison du Xian et a libéré le coupable, en blessant plusieurs gardiens.
- Le manoir d'une princesse avec un grand terrain de polo dans l'arrière-cour
- C'est dans ce secteur de la ville que l'empereur Tang Gaozong (r. 649-683) a organisé la fête ayant eu lieu après la cérémonie du mariage de sa fille, la princesse Taiping.
- La brasserie de la "bière du Tumulus du Crapeau".
- En 788, une bande de quatre voleurs a tué l'agent responsable de leur arrestation et fui la ville.
- En 815, les assassins du Chancelier Wu, tué dans le secteur Sud-centre, se sont cachés dans les bambous d'un manoir de ce secteur de la ville après le meurtre.
- Un monastère bouddhiste avec une place destinée au divertissement
- Une maison de "lecteur de visage" (physionomiste) où beaucoup de personnes venaient chaque jour se faire raconter leur destin.
- Un manoir offert par l'empereur Tang Xuanzong à An Lushan (avant que ce dernier ne trahisse les Tang) en 750, qui a été converti en abbaye bouddhiste après sa mort. Il y avait également un jardin dans une salle séparée, réservé à An Lushan.
- La maison d'un général de haut rang ayant vécu au milieu du VIIIe siècle, où vivaient 3 000 membres de sa famille élargie.
- Un temple du feu zoroastrien
- La cour impériale a rétrogradé un fonctionnaire parce qu'on a découvert qu'il avait réuni un grand nombre d'artistes féminines dans ce secteur, dans un logement qui n'était pas le sien.
- Au IXe siècle, trois servantes d'un manoir de ce secteur se suicident en sautant dans un puits et en se noyant, après avoir appris que le rebelle Huang Chao saccageait la maison de leur maîtresse.

#### Nord-Ouest de la ville[16],[17],[24]
- 12 salles closes par des murailles et des portes
- 27 monastères bouddhistes
- 10 abbayes taoïstes
- 1 temple officiel
- 1 sanctuaire familial
- 6 lieux de culte étrangers (église, synagogue, mosquée, etc.)
- 1 auberge
- 1 cimetière
- Les casernes de l'Armée de la stratégie divine.
- Un sanctuaire dédié au père de Lao Tseu
- Trois temples du feu zoroastriens
- Trois églises nestoriennes persanes
- Le bureau du Trésor inépuisable
- En 828, un eunuque a ordonné à cinquante lutteurs d'arrêter 300 roturiers de ce secteur au cause d'un conflit foncier, après quoi une émeute a éclaté dans les rues.
- La maison d'An Jinzang, qui s'est ouvert le ventre avec un couteau afin de défendre l'empereur Tang Ruizong contre des accusations de trahison.
- Un manoir de la princesse Anle
- Le Trésor inépuisable : en 713, l'empereur Tang Xuanzong liquide le très lucratif Trésor inépuisable, qui était géré par un important monastère bouddhiste de Chang'an. Ce monastère collectait de vastes sommes d'argent, de soie et de trésors grâce aux repentirs de multitudes de riches anonymes, qui laissaient des dons sur place sans donner leur nom. Bien que le monastère ait été généreux en dons, l'empereur Xuanzong a publié un décret abolissant leur trésorerie, au motif que leurs pratiques bancaires étaient frauduleuses. Il a donc confisqué les richesses du monastère et les a utilisées en les distribuant à divers autres monastères bouddhistes, à des abbayes taoïstes et pour réparer des statues, des salles et des ponts dans la ville.

#### Centre-Nord de la ville[16],[17],[24]
- Des murailles percées de portes d'entrée reliées au Palais de l'Ouest et aux principaux murs extérieurs de la ville
- 24 salles closes par des murailles et des portes
- 14 unités de garde armées différentes, réparties dans 6 salles
- Les Enceintes d’août : cette grande enceinte composée de 24 salles était la Cité administrative, où se trouvaient les différents bureaux et les principaux services du gouvernement central. Elle se situe devant les murs sud du somptueux Palais de l'Ouest.
- Le siège du Service de la justice suprême (Cour suprême).
- Les fabriques impériales
- En 713, un grand carnaval a été organisé le long de l'avenue principale, qui est bordée par le mur sud du palais de l'Ouest
- Les écuries impériales et les champs où pousse le foin destiné aux chevaux
- Les salles gouvernementales où se déroulent les examens civils et militaires
- Le sanctuaire ancestral impérial

#### Nord-est de la ville[16],[17],[24]
- 14 salles closes par des murailles et des portes
- 13 monastères bouddhistes
- 4 abbayes taoïstes
- 1 sanctuaire familial
- 3 bureaux du Bureaux des Transmissions Provinciales
- 1 auberge
- Le palais de Xingqing : Autrefois monastère bouddhiste, il a été converti en palais impérial au début du VIIIe siècle. Dans le parc clos de ce palais se trouve un grand lac, deux ruisseaux, un pavillon en bois d'aloès et une salle de tir à l'arc.
- Un grand parc à calèches où les officiels visitant le palais Daming pouvaient laisser leurs véhicules pour la journée en toute sécurité.
- Une salle de spectacle de ce secteur est réputée avoir les meilleurs chanteurs de la ville, et une autre les meilleurs danseurs.
- Un jour l'impératrice Wu a fait don d'une de ses garde-robes à un monastère de ce secteur de la ville
- Un eunuque qui avait transformé sa demeure en monastère, a organisé une fête où il a demandé à chaque invité de la célébrer en frappant la cloche du cloître et en donnant 100 000 cordes d'argent[32].
- En 730, l'empereur Tang Xuanzong a fait démonter et remonter quatre salles de son palais pour en faire les salles et les portes d'une abbaye taoïste, située sur un terrain de se secteur qui était à l'origine un grand jardin du Bureau de l'agriculture.
- Une résidence pour les princes se trouvait dans le quartier formant le coin nord-est de la ville
- En 835, les troupes du palais ont capturé des chefs rebelles réunis dans un salon de thé de se secteur pour planifier un coup d'État du palais contre le chef des eunuques de la cour.
- Au début du IXe siècle, l'empereur a dépensé 2 millions de cordes d'argent pour acheter l'ancien manoir d'un ministre vénéré afin que le logement puisse être rendu au petit-fils du pieux ministre.
- Un manoir de la princesse Tongchang qui avait un puits entouré par une balustrade en or et en argent pur.
- Une cour pour les musiciens impériaux
- Un grand terrain de jeu utilisé comme terrain de polo pour chevaux
- En 756, le rebelle An Lushan, alors maitre de la ville, ordonna à Sun Xiaozhe de faire assassiner à Zongren Fang quatre-vingt-trois princesses, leurs maris et des partisans de Yang Guozhong et Gao Lishi, en représailles de l'exécution de son fils An Qingzong.
- L'atelier d'un fabricant d'instruments de musique
- Un artiste renommé, mais ivre, a peint une fresque entière en une nuit à la porte nord d'un monastère bouddhiste situé dans le quartier le plus au sud-ouest de ce secteur de la ville.
- Un endroit situé dans le quartier centre-sud de ce secteur de la ville, où les femmes jouaient souvent au cuju sous un arbre au bord de la route.
- Une rue où l'empereur organisait des divertissements publics pour célébrer son anniversaire

#### Le palais de l'Ouest[16],[17]
- Une salle de tir à l'arc
- Des terrains de polo
- Des jardins élaborés
- Cinq grands bassins d'eau et trois cours d'eau différents
- Un terrain de cuju
- Une tour à tambour
- Un clocher

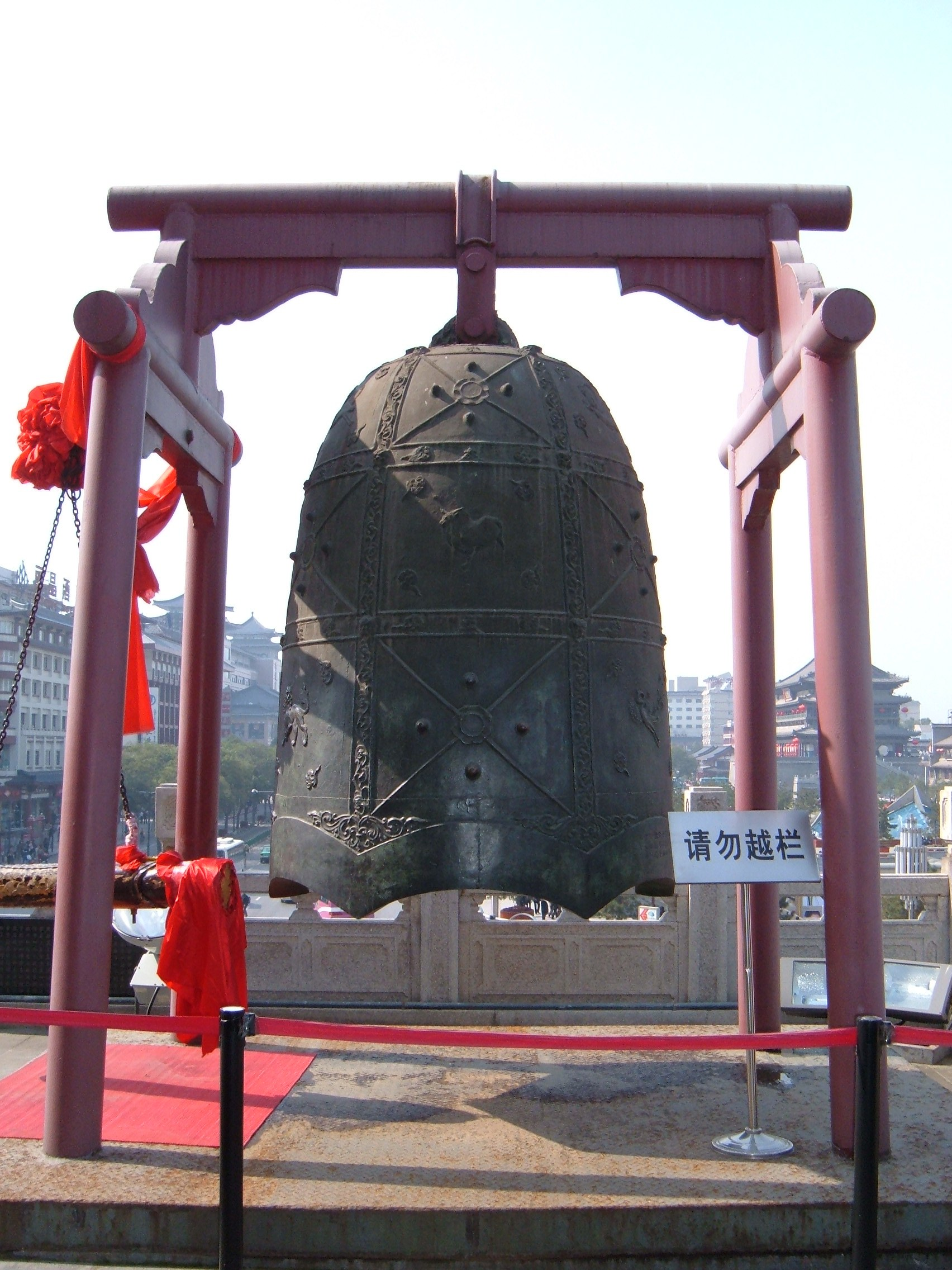
La cloche en bronze jingyun. Fondue en l'an 711, elle fait 247 cm de haut et pèse 6500 kg. Elle se trouve actuellement dans la Tour de la cloche de Xi'an

- La résidence du prince héritier, surnommée le "Palais de l'Est".
- Le Tribunal du Flanc, où les femmes étaient incarcérées pour les crimes de leurs maris et autres hommes de la famille à laquelle elles restaient fidèles.
- L'école des dames du palais
- Le siège de l'Agence des Eunuques

#### Le parc de l'Ouest[16],[17]
- Un cours d'eau
- Trois portes menant au Palais de l'Ouest
- des Fosses à glace servant à la réfrigération des aliments au printemps et en été

#### Le Palais Daming[16],[17]
- Des portes doubles situes à l'extrémité nord du palais, menant à la sortie de la ville, et une porte double située à l'extrémité sud menant à l'entrée de la ville
- Un grand lac
- Une salle de tir à l'arc
- Des bains
- Un entrepôt pour les instruments de musique
- Une tour avec un tambour
- Un clocher
- Un terrain de cuju
- Une arène de combats de coqs
- Une Académie de musique pour les acteurs et les interprètes de la Troupe du jardin des poiriers
- Une salle de spectacle séparée

#### Le parc de l'Est[16],[17]
- Un grand étang
- Deux ruisseaux (l'un menant au parc en passant sous le mur, l'autre alimentant un canal de la ville)
- Un terrain de cuju

#### Récapitulatif
En tout, on trouve donc dans la ville :
- 111 monastères bouddhistes
- 41 abbayes taoïstes
- 38 sanctuaires familiaux
- 2 temples officiels
- 10 quartiers de la ville ayant un ou plusieurs bureaux du Bureaux des Transmissions Provinciales
- 12 auberges
- 6 cimetières
- 7 églises officielles dédiées à des religions étrangères

#### Fêtes et événements[33],[34],[35],[36],[37]
- Les différents festivals et fêtes traditionnelles chinoises célébrées dans toute la ville (et l'empire):

- - Le Nouvel An, le plus grand de tous les festivals, et une période de vacances de sept jours pour les fonctionnaires du gouvernement. Les fonctionnaires civils, les officiers militaires et les émissaires étrangers se réunissaient d'abord aux premières heures du matin pour assister à une "levée", soit un moment où les présages, les catastrophes et les bénédictions de l'année précédente étaient passés en revue, pendant que les tributs/hommages des préfectures régionales et des pays étrangers sont présentés. C'était également l'occasion pour les gouverneurs de province de présenter les candidats qu'ils recommandaient pour l'examen impérial. Bien que les cérémonies des festivals du nouvel an de Chang'an soient somptueuses, les habitants des campagnes environnantes le célébraient en privé chez eux, avec leurs familles, suivant en cela des traditions anciennes, comme la consommation d'un vin spécial, le "Tuer les fantômes et faire revivre les âmes", qui était censé guérir les maladies devant survenir l'année suivante.
  - Fête des lanternes : un festival de trois jours qui se déroule les 14e, 15e et 16e jours de la première pleine lune. C'était le seul jour férié où le gouvernement levait son couvre-feu nocturne dans toute la ville, afin que les gens puissent sortir librement de leur quartier et se promener dans les rues principales de la ville pour le célébrer. Chaque année, les citoyens s'efforçaient de se surpasser les uns les autres par la quantité et la taille des lampes qu'ils pouvaient empiler dans un grand étalage. La lampe la plus importante est celle qui a été érigée en 713 à une porte de Chang'an par l'empereur Tang Ruizong, qui avait récemment abdiqué. Sa lanterne avait une hauteur enregistrée de 200 pi (60,96 m), avec un cadre drapé de brocarts et de gaze de soie, orné de bijoux en or et en jade. Elle contenait environ 50 000 coupes d'huile, et quand elles étaient toutes allumées on pouvait en voir le rayonnement à des kilomètres.
  - Lustration : Un festival durant un jour, qui se déroulait le troisième jour de la troisième lune (surnommé le "double-trois"), et avait traditionnellement pour but de dissiper le mal et de laver la souillure dans une rivière avec des plantes d'orchidées aromatiques parfumées. À l'époque des Tang, c'était devenu une période de célébration débridée, de festins, de consommation de vin et d'écriture de poésie. La cour Tang servait chaque année une fournée spéciale de pâtisseries frites comme dessert pour l'occasion, probablement servies dans le parc de la rivière Serpentine.
  - Le festival de la nourriture froide : cette fête solaire du 5 avril (qui coïncide avec le festival de Qingming) a été baptisée ainsi parce qu'aucun feu ne pouvait être allumé pendant trois jours, donc pas de nourriture chaude ou réchauffée. C'était l'occasion de respecter ses ancêtres en entretenant leurs tombes et en offrant des sacrifices, tandis qu'un pique-nique était organisé plus tard dans la journée. C'était aussi le moment de s'amuser dans des activités de plein air, avec des jeux de balançoires, du cuju, du polo à cheval et du tir à la corde. En 710, l'empereur Tang Zhongzong a fait participer ses ministres en chef, ses beaux-fils et des officiers militaires à un jeu de tir à la corde, et aurait ri lorsque les ministres les plus âgés sont tombés. Le trône impérial offrait également du porridge aux fonctionnaires, et même des œufs de poule et de canard teints, comme cela se pratique à Pâques dans le monde occidental.
  - Cinquième jour de la cinquième lune : cette fête durant un jour et appelée "Fête des bateaux-dragons" a été organisée en l'honneur d'un ancien homme d'État chinois, Qu Yuan (vers 340-278 av. J.-C.) de l'État de Chu. Honteux de ne pas avoir pu redresser les affaires de son État ou de son roi en offrant de bons conseils, Qu Yuan sauta dans un fleuve et se suicida. On raconte que peu après, beaucoup de gens sortirent sur le fleuve en bateau dans une tentative désespérée de le sauver, au cas où il aurait été encore en vie. Cet acte s'est transformé en une tradition festive consistant à monter à bord d'un Bateau-dragon pour faire la course contre d'autres rameurs, et aussi pour appeler le nom de Qu, les participants étant toujours symboliquement à sa recherche. Le type de nourriture que l'on mangeait couramment pendant la période Tang pour cette fête était soit du millet gluant, soit du riz enveloppé dans des feuilles et bouilli.
  - Septième nuit de la septième lune : cette fête durant un jour se tenait en l'honneur de l'histoire d'amour céleste entre les divinités associées à l'étoile Altair (la divinité mâle du vacher) dans la constellation de l'Aquila et à l'étoile Véga (la divinité femelle de la tisserande) dans la constellation de la Lyre. Pour cette fête, les femmes priaient pour les divinités les aident à améliorer leurs compétences en matière de couture et de tissage. Au début du VIIIe siècle, les serviteurs des empereurs Tang avaient érigé une salle de 100 pi (30,48 m) de haut en nouant des brocarts à une armature de bambou et en disposant des fruits, de la bière et des rôtis en guise d'offrandes aux deux amoureux stellaires. C'est pendant cette fête que les concubines de l'empereur enfilaient du fil polychrome dans des aiguilles à neuf yeux, tout en faisant face à la lune elles-mêmes (dans un rituel appelé "prière pour l'habileté à coudre et à tisser").
  - Quinzième jour de la septième lune : cette fête s'appelait la "fête de tous les Saints". Elle est issue de la légende de Mulian sauvant sa mère, dans laquelle le bodhisattva Mulian qui avait découvert que sa mère payait pour ses péchés et qu'elle était au purgatoire remplie de fantômes affamés. Selon le conte, elle y mourut de faim car toute nourriture qu'elle mettait dans sa bouche se transformait en charbon de bois. On dit ensuite qu'elle a dit au Bouddha de faire une offrande avec son clergé le quinzième jour du septième mois, un acte vertueux qui libérerait sept générations de personnes des fantômes affamés de l'enfer, ainsi que des personnes renaissant en tant qu'animaux inférieurs. Après que Mulian ait pu sauver sa propre mère par des offrandes, il a convaincu le Bouddha de faire de ce jour un jour férié permanent. Cette fête était l'occasion pour les monastères bouddhistes d'étaler les richesses qu'ils avaient collectées et d'attirer des donateurs, notamment en attirant les foules avec des spectacles et des performances dramatiques.
  - Quinzième jour de la huitième lune : aujourd'hui ce festival est simplement appelé Festival de la lune ou Festival de la mi-automne. Il se déroulait au milieu de l'automne, et était un congé de trois jours pour les fonctionnaires du gouvernement. Si le jour férié précédent était lié au bouddhisme, celui-ci était associé au taoïsme, plus précisément à l'alchimie taoïste. Selon une légende, un lièvre vivant sur la lune travaillait dur pour broyer les ingrédients d'un élixir à l'aide d'un mortier et d'un pilon. Dans le folklore, un magicien escortait l'empereur "illustre Auguste" au palais de la déesse de la lune en traversant un pont d'argent qu'il avait invoquée en lançant son bâton en l'air. Dans le conte, au quinzième jour de la huitième lune, l'empereur a assisté à une représentation de "L'air de la robe arc-en-ciel et de la jupe à plumes" interprétée par des servantes immortelles. Il a mémorisé la musique et, à son retour sur terre, l'a enseignée à ses interprètes. Pour les habitants de Chang'an (et d'ailleurs), cette fête était un moyen pour beaucoup de gens de simplement festoyer et boire pour la nuit.
  - Neuvième jour de la neuvième lune : il s'agit en fait de trois jours fériés associés à la promotion de la longévité, avec le chrysanthème comme symbole principal. C'était une période où beaucoup cherchaient à faire des pique-niques dans la campagne, surtout dans les zones plus élevées comme les flancs des montagnes. Ne pouvant se rendre dans des montagnes éloignées, les habitants de Chang'an organisaient simplement leurs fêtes au sommet des pagodes ou dans le parc de la rivière Serpentine. Des tiges et des feuilles de chrysanthème étaient ajoutées à des grains fermentés et étaient brassées pendant un an. Cette bière spéciale était consommée lors de la même fête, l'année suivante et on croyait que la boire prolongeait la vie.
  - Le dernier jour de la douzième lune : durant cette fête, de la bière et des fruits étaient offerts au dieu du fourneau. Les habitants qui en avaient les moyens faisaient venir des prêtres bouddhistes ou taoïstes pour qu'ils récitent des prières avant lesdites offrandes. Elles étaient faites au dieu du poêle, car il lui incombait de faire des rapports annuels au ciel sur les bonnes actions ou les péchés commis par la famille en question. Les familles faisaient tout pour charmer le dieu, notamment en accrochant un portrait le représentant, et fraîchement peint sur un morceau de papier, au-dessus de son poêle à l'occasion du Nouvel An. Ce portrait restait accroché a cet endroit pendant toute une année. Il était courant de frotter une boisson alcoolisée sur la bouche du portrait du dieu, de sorte qu'il devienne ivre et surtout bien trop ivre pour faire un rapport mauvais ou négatif sur la famille auprès du ciel.

- Les grands carnavals : les carnavals de la période Tang étaient des événements animés, avec la consommation de grandes quantités de nourriture et d'alcool, des défilés de rue et des spectacles sous tente. Les carnavals n'avaient pas de dates ou de coutumes fixes, mais étaient simplement des célébrations accordées par l'empereur par générosité ou en raison de circonstances spéciales telles que de grandes victoires militaires, des récoltes abondantes après une longue sécheresse ou une famine, des sacrifices aux dieux ou l'octroi de grandes amnisties[38]. Ce type de carnaval, en tant que tradition nationale, a été établi bien avant les Tang par l'empereur Qin Shi Huang au IIIe siècle av. J.-C., lorsqu'il a achevé l'unification de la Chine en 221 avant J.-C[39]. Entre 628 et 758, les empereurs ont accordé un total de soixante-neuf carnavals différents, dont dix-sept ont eu lieu sous le règne de l'impératrice Wu[38]. Ces carnavals duraient généralement trois jours, et parfois cinq, sept ou neuf jours. Dans tous les cas, ils duraient un nombre impair de jours, pour que le nombre de jours puisse correspondre à des croyances de la religion traditionnelle chinoise liée à l'organisation du cosmos. Les carnavals étaient généralement organisés dans les grandes avenues de la ville, et les fêtes plus petites sur les places ouvertes des monastères bouddhistes. Cependant, en 713, un carnaval s'est tenu dans la grande avenue qui s'étendait d'est en ouest entre les murs du Palais de l'Ouest et les enceintes gouvernementales de la ville administrative, soit un espace ouvert de 1,2 km de long et de 0,44 km de large. Ce secteur était plus sûr puisque les unités de garde de la ville étaient placées à proximité et pouvaient gérer la foule en cas de problèmes[40]. Les carnavals de la dynastie Tang mettaient en scène de grands wagons mobiles équipés de hautes perches où des acrobates montaient et exécutaient des cascades pour la foule. Pendant les Tang, de grands chars, montés sur de grands chariots à quatre roues, s'élevaient jusqu'à cinq étages, appelés "chariots-montagne" ou "bateaux de la sécheresse"[41]. Ces véhicules à superstructure étaient drapés de drapeaux et de tissus de soie, avec des cadres en bambou et autres types de bois, ainsi que des musiciens étrangers habillés de riches tissus, assis sur le toit et jouant de la musique. Ce type de chariot était tiré par des bœufs recouverts de peaux de tigre et habillés pour ressembler à des rhinocéros et des éléphants. Au début du VIIe siècle, un fonctionnaire responsable du Bureau de la musique s'est attelé à la tâche de composer la musique officielle qui devait être jouée lors du grand carnaval de l'année. À certaines occasions, l'empereur accordait des prix aux artistes de carnaval qu'il jugeait capables de surpasser les autres par leur talent.
- En 682, au plus fort des grandes sécheresses, des inondations, des invasions de criquets et des épidémies, une famine généralisée a éclaté dans les deux capitales chinoises de Chang'an et de Luoyang. La pénurie de nourriture a provoqué une inflation qui a fait grimper le prix des céréales à des niveaux sans précédent. C'est ainsi qu'une période de prospérité, débutée sous les empereurs Taizong et Gaozong, s'est terminée sur une triste note[42].

## Le Déclin de Chang'an
La capitale Tang, autrefois prospère, a brusquement décliné après la fin de la dynastie Tang. Comme indiqué plus haut, en 880, le rebelle Huang Chao a mis la ville à sac, détruisant une grande partie de celle-ci. Puis, lorsque le seigneur de guerre Zhu Quanzhong déplace la capitale de Chang'an à Luoyang 25 ans plus tard, une grande partie de la ville a été abandonnée et est tombée en ruine. Rapidement la ville entière est envahie par la nature et, en dehors de la petite partie relevée par Han Jian, les sols sont utilisés pour l'agriculture.

### Articles liés
- Capitales historiques de la Chine
- Liste de villes de Chine
- Expansion du bouddhisme via la route de la soie
- Xi'an
- Armée de terre cuite
- Mausolée de l'empereur Qin
- Palais Daming
- Mausolée de Qianling
- Grande pagode de l'oie sauvage
- Petite pagode de l'oie sauvage
- Grande mosquée de Xi'an
- Stèle nestorienne de Xi'an